# Shaolian
Shaolian (kinesiska: 绍濂) är en socken i östra Kina. Den ligger i She härad i staden Huangshan i provinsen Anhui, omkring 270 kilometer sydost om provinshuvudstaden Hefei. Antalet invånare är 10 438. Befolkningen består av 5 068 kvinnor och 5 370 män. Barn under 15 år utgör 13,0 %, vuxna 15-64 år 75 %, och äldre över 65 år 11,0 %.